# Phyllotreta randoniae
Phyllotreta randoniae is een keversoort uit de familie bladkevers (Chrysomelidae). De wetenschappelijke naam van de soort werd in 1920 gepubliceerd door Paul de Peyerimhoff de Fontenelle.